# Ежаки

Ежаки (укр. Їжаки) — село,
Камышнянский поселковый совет,
Миргородский район,
Полтавская область,
Украина.
Код КОАТУУ — 5323255403. Население по данным 1982 года составляло 20 человек.
Село указано на трехверстовке Полтавской области. Военно-топографическая карта.1869 года как хутор Ежаков
Село ликвидировано в 2003 году.

## Географическое положение
Село Ежаки находится в 2-х км от сёл Шульги и Савицкое.
По селу протекает пересыхающий ручей с запрудой.

## История
- 2003 — село ликвидировано[2].